# 1,2-二氧杂环戊烷
1,2-二氧杂环戊烷，别名1,2-二氧戊环、1,2-二氧五环等，是一种化合物，分子式为C3H6O2，由三个碳原子和相邻位置的两个氧原子组成的环组成。其结构式可写为[–(CH2)3–O–O–]。
该化合物是一种有机过氧化物，特别是内过氧化物，是更常见的1,3-二氧戊环的结构异构体。

## 合成
1,2-二氧戊环核心结构的合成方法包括用单线态氧或分子氧与合适的催化剂氧化环丙烷衍生物、使用自动氧化、过氧化氢进行亲核置换，并用硝酸汞处理、扩展π-系统的光解、双甲硅烷基过氧化物与烯烃的反应，或与2-过羟基4-烯烃与二乙胺或乙酸汞的反应。

## 出现
一些衍生物存在于自然界，例如在Calophyllum dispar和马米杏的种子。Plakinic acid A和类似化合物是从Plakortis的海绵中分离出来的。甘松新酮是一种含有1,2-二氧戊环的倍半萜衍生物，从名为Adenosma caeruleum的植物中分离出来。

## 用途
合成和天然的二氧戊环衍生物已被用作或被认为是抗疟药。Plakinic acid A和相关化合物显示出抗真菌作用。